# Croton tiglium
Croton tiglium és una espècia de planta euforbiàcia. Són arbusts o arbrets i plantes natives de la zona tropical d'Àsia.
A Espanya es troba dins la llista de plantes de venda regulada.

## Usos tradicionals
C. tiglium és una de les 50 plantes fonamentals de la medicina tradicional xinesa. També s'utilitza en la medicina tradicional de Sri Lanka.

## Composició química
Els principals constituents químics són el gliceril cronat, l'àcid crotònic, la resina crotònica i el promotor de tumors èster de forbol, format de forbol butirat de forbol i crotonat de forbol.